# Earth Skills
Earth Skills es el segundo episodio de la primera temporada de la serie de televisión estadounidense de ciencia ficción y drama Los 100. El episodio fue escrito por el creador de la serie Jason Rothenberg y dirigido por Dean White. Fue estrenado el 26 de marzo de 2014 en Estados Unidos por la cadena The CW.
Habiendo descubierto la posibilidad de que Jasper aún puede estar vivo, Clarke, Finn, Octavia, Bellamy y Monty emprenden una cruzada para encontrar a su amigo, pero se sorprenden cuando descubren que los terrícolas lo están usando como carnada de animales hambrientos por lo que se apresuran a liberarlo. Mientras tanto en el Arca, Abby está decidida a llegar a la Tierra y recluta la ayuda de Raven para que construya una cápsula de escape.

## Elenco
- Eliza Taylor como Clarke Griffin.
- Paige Turco como la concejal Abigail Griffin.
- Thomas McDonell como Finn Collins.
- Eli Goree como Wells Jaha.
- Marie Avgeropoulos como Octavia Blake.
- Bob Morley como Bellamy Blake.
- Christopher Larkin como Monty Green.
- Devon Bostick como Jasper.
- Isaiah Washington como el canciller Thelonious Jaha.
- Henry Ian Cusick como el concejal Marcus Kane.

## Continuidad
- El episodio marca la primera aparición de Raven y Atom.

- También marca la primera aparición de Jake Griffin vía flashback.

- Los 100 descubren que Jasper está vivo y los terrícolas lo usan como carnada para cazar.

## Recepción

### Recepción de la crítica
Eric Goldman de IGN calificó al episodio como bueno y le otorgó una puntuación de 7.8 comentando: "Los 100 todavía tiene algunos problemas en los cuales trabajar pero el segundo episodio puso un par de elementos en juego en formas intrigantes, incluyendo la búsqueda de Abby y Raven para arreglar la cápsula de escape y algunos destellos en los terrícolas mutados".
"Guachiyú":(adj.) dícese de algo que resulta ameno,divertido y perfecto.
El plural:"guachiyúes